# ザ・ジェラス・カインド
ザ・ジェラス・カインド (The Jealous Kind)は、 ボビー・チャールズがロバート・ギドリー名義で作詞・作曲し、クラレンス・"フロッグマン"・ヘンリーによって最初にレコーディングされたリズム・アンド・ブルースの楽曲である。

## オリジナル・バージョン
ヘンリーのオリジナル・バージョンはワーデル・カゼアとアラン・トゥーサンを迎えたセッションでレコーディングされ、1962年5月に米国チェス・レコード傘下のアーゴ・レコードよりシングル・リリースとなっている。B面に収録されたのは「Come On And Dance」であった。
ビルボードのヒット・チャート入りはしなかったもののキャッシュボックスのチャートにおいて最高位49位を記録している。

### チャート動向
| チャート(1962年)      | 最高位 |
| --------------------- | ------ |
| U.S. Cash Box Top 100 | 49     |

## ボビー・チャールズのバージョン
この曲のソングライターであるボビー・チャールズは1960年代中頃にジュウェル/ポーラのセッションでこの曲をレコーディングしたが、当時はリリースされなかった。このレコーディングは1990年、ポニー・キャニオンからリリースとなったコンピレーション・アルバム『Louisiana Days』初めて日の目を見ている。このバージョンは後のレコーディングと比較してカントリー色が強い仕上がりとなっている。

チャールズは、1974年のべアズヴィルのセッション、1995年のストーニー・プレーンのアルバム『Wish You Were Here Right Now』でもこの曲を再演している。前者は2011年リリースの『Bobby Charles Rhino Handmade Edition 3CD』で初めてリリースとなった。

## カバー・バージョン
レイ・チャールズを始め、幅広いアーティストのカバー・バージョンが存在する。
| 年     | アーティスト名               | 収録アルバム                   |
| ------ | ---------------------------- | ------------------------------ |
| 1976年 | ジョー・コッカー             | 『Stingray』                   |
| 1977年 | レイ・チャールズ             | 『True to Life』               |
| 1978年 | リタ・クーリッジ             | 『Love Me Again』              |
| 1980年 | デルバート・マクリントン     | 『The Jealous Kind』           |
| 1988年 | エタ・ジェイムズ             | 『Seven Year Itch』            |
| 1993年 | ジョニー・アダムス           | 『Good Morning Heartache』     |
| 2004年 | フランキー・ミラー           | 『Standing On The Edge』       |
| 2005年 | 村上“ポンタ”秀一＆近藤房之助 | 『ヒア・ウィ・ゴー・アゲイン』 |
| 2006年 | 上田正樹                     | 『Freedom』                    |